# 嶋田賢
嶋田 賢（しまだ まさる、1937年1月22日 - ）は、日本の医師、馬主。
千葉県銚子市東町にある、医療法人積仁会 島田総合病院理事長。

## 経歴
千葉県出身。1985年に島田総合病院院長兼理事長に就任する。院長からは2014年に退任している。
2000年4月、厚生労働大臣より「平成11年度救急医療功労者」の表彰を受ける。
2018年11月、瑞宝小綬章受章。

## 馬主活動

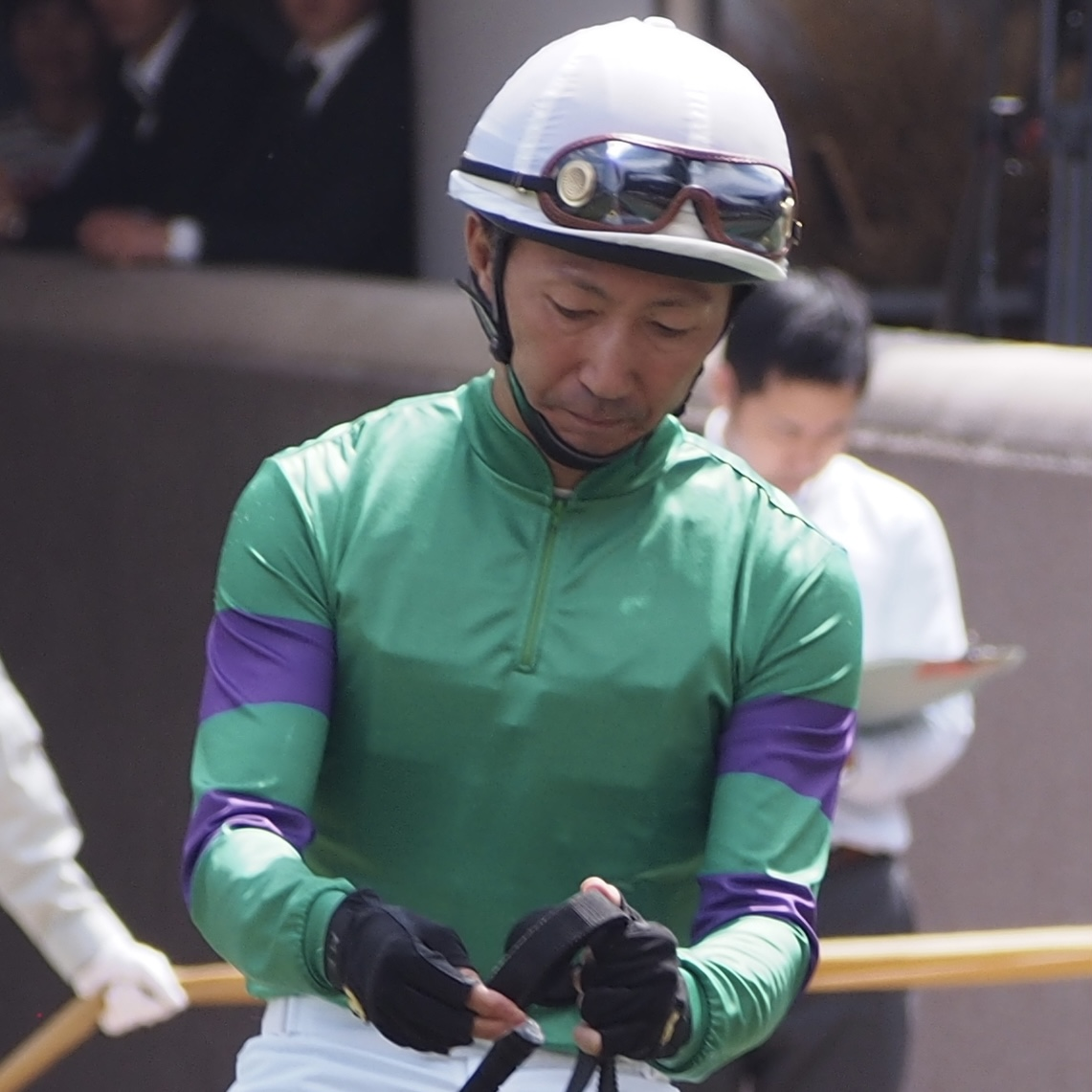
嶋田の勝負服を着用した蛯名正義

日本中央競馬会（JRA）に登録する馬主としても知られる。勝負服の柄は緑、袖紫二本輪、冠名は特に用いない。
馬主になったきっかけは、現在の自身の競馬関連のマネージャーの父が医師としての先輩であったことで、その人物から一緒に馬主にならないかという誘いを受けたことだという。母校である慈恵医科大学の当時の学長で、馬主でもあった樋口一成（1966年新潟記念勝ち馬のシュツロスベルガーなどを所有）がよく利用していた縁から本郷重彦厩舎に所有馬を預託していた。その没後は息子の本郷一彦厩舎のほか、近年では同郷の田中清隆厩舎やその繋がりから二ノ宮敬宇厩舎にも預託していた。

### 来歴
- 1979年 - 馬主資格取得[1]。
- 2011年 - ホエールキャプチャがクイーンカップを制し、重賞初制覇[1]。
- 2012年 - ホエールキャプチャがヴィクトリアマイルを制し、GI競走初制覇[1][5]。
- 2016年 - 皐月賞をディーマジェスティで制し、クラシック競走初制覇[6]。

## 主な所有馬

### GI級競走優勝馬
- ホエールキャプチャ（2010年阪神ジュベナイルフィリーズ2着、2011年クイーンカップ、ローズステークス、桜花賞2着、優駿牝馬3着、秋華賞3着、2012年ヴィクトリアマイル、2013年府中牝馬ステークス、ヴィクトリアマイル2着、2014年東京新聞杯）
- ディーマジェスティ（2016年皐月賞、共同通信杯、セントライト記念、東京優駿3着）

### その他の所有馬
- ハーツイストワール（2022年札幌日経オープン、アルゼンチン共和国杯2着）
- セットアップ（2023年札幌2歳ステークス）[7]